# くノ一忍法帖
『くノ一忍法帖』（くのいちにんぽうちょう）は、『講談倶楽部』1960年9月号から1961年5月号まで連載された山田風太郎の時代小説。忍法帖シリーズ第4作。また、それを原作とした映画・オリジナルビデオのシリーズ。

## 各話タイトル
雑誌掲載時は連作短編として発表され、単行本化の際にはじめて『くノ一忍法帖』のタイトルがつけられた。括弧内は『講談倶楽部』掲載号。
- 忍法｢くノ一化粧｣ （1960年9月号）
- 忍法｢天女貝｣ （1960年10月号）
- 忍法｢やどかり｣ （1960年11月号）
- 忍法｢筒涸(つつが)らし｣ （1960年12月号）
- 忍法｢百代(ももよ)ぐるま｣ （1961年1月号）
- 忍法｢鞘(さや)おとこ｣ （1961年2月号）
- 忍法｢人鳥黐(ひととりもち)｣ （1961年3月号）
- 忍法｢羅生門｣ （1961年4月号）
- 忍法｢夢幻泡影｣ （1961年5月号）

## あらすじ
大坂夏の陣、大坂城は落城寸前であり、豊臣家の命運は尽きようとしていた。そこで真田幸村は、5人の女忍者に信濃忍法を駆使して豊臣秀頼の子種を貰い受けるよう命じた。徳川家康の孫で豊臣家に嫁いだ千姫は大坂城落城寸前、出羽守坂崎主崎助の奮闘で助けられる。しかし江戸に向かう千姫一行の中には侍女として秀頼の子供を身ごもった女忍者が含まれていた。その情報を聞きつけた家康は、千姫に女忍者を差し出すよう要求するが、千姫は豊臣家を責め滅ぼした家康に対する憎しみをあらわにし「彼女たちを殺すなら自分も死を選ぶ」と言い放つ。千姫を溺愛する家康は困り果て、配下の服部半蔵に相談し、半蔵は伊賀の鍔隠れの里から5人の忍者を呼び寄せる。

## 登場人物

### 真田くノ一五人衆
お奈美（なみ）
真田くノ一の1人。「忍法月の輪」の使い手。5人の中で唯一、豊臣秀頼の胎児を身ごもることに失敗する。
お瑤（よう）
秀頼の胎児を身ごもる真田くノ一の1人。肉感的な大柄の美女。「忍法筒枯らし」「忍法天女貝」の使い手。
お喬（きょう）
秀頼の胎児を身ごもる真田くノ一の1人。「忍法天女貝」の使い手。
お由比（ゆい）
秀頼の胎児を身ごもる真田くノ一の1人。霞のごとき幻想的な美しさを持つ。「忍法夢幻泡影」の使い手。
お眉（まゆ）
秀頼の胎児を身ごもる真田くノ一の1人。童顔で大きな瞳を持つ。「忍法幻菩薩」「忍法やどかり」「忍法羅生門」の使い手。オリジナルビデオ版には登場せず、使用する忍法はお由比に振り分けられている。

### 伊賀鍔隠れ五人衆
薄墨友康（うすずみ・ともやす）
伊賀国鍔隠れの谷の郷士。肌は薄黒く、頬骨と喉仏が飛び出した異様な風体を持つ。髪は腰まで伸びた総髪。「忍法くノ一化粧」の使い手。
雨巻一天斎（あままき・いってんさい）
伊賀国鍔隠れの谷の郷士。口が裂けたように大きく、歯と耳が尖って狼に似た恐ろしい顔を持つ。「忍法恋しぐれ」「忍法穴ひらき」の使い手。オリジナルビデオ版には登場しない。
般若寺風伯（はんにゃじ・ふうはく）
伊賀国鍔隠れの谷の郷士。阿福に惚れてしまう。「忍法日影月影」の使い手。
七斗捨兵衛（しちと・すてべえ）
伊賀国鍔隠れの谷の郷士。巨大な樽のような肥満した身体を持ち、精力絶倫。「忍法肉鞘」「忍法人鳥黐」の使い手。
鼓隼人（つづみ・はやと）
伊賀国鍔隠れの谷の郷士。凄味のある男前。顔色は蒼白く、唇は朱を引いたように赤い。「忍法百夜ぐるま」の使い手。

### 豊臣方
丸橋（まるはし）
垢だらけの身体にぼろをまとった女乞食。実はかつて徳川勢を苦しめた長曽我部盛親の妻。巨体と怪力の持ち主であり、鎖鎌を自在に操り伊賀鍔隠れ五人衆とも互角に戦う。亡き夫の子供を妊娠している。当初は千姫を憎んでいたが、説得され真田くノ一の仲間となる。
千姫
徳川家康の孫娘。豊臣家に嫁ぎ豊臣秀頼の妻となったが、大阪城落城の際救出された。豊臣家を滅ぼした祖父・家康を激しく憎んでおり、真田くノ一五人衆を率いて対立する。オリジナルビデオ版ではお由比から「忍法やどかり」で最後の胎児を受け取り、自ら出産する。
お志津
千姫の屋敷に仕える婢(はしため)。薄墨友康の「忍法くノ一化粧」で取って代わられ殺される。
吉田修理介（よしだ・しゅりのすけ）
千姫に仕える老臣。
真田幸村
豊臣方の武将。大阪城落城前夜、真田くノ一五人衆を呼び寄せて豊臣家の血筋を残すために秀頼の子を孕ませた。映画版では幽霊となり、ストーリーの進行を見届けつつ登場する忍法を解説する。
猿飛佐助
映画版のみに登場。幸村配下の真田十勇士の1人。幽霊となって幸村と共に解説役をつとめる。

### 徳川方
服部半蔵源佐衛門正就（まさなり）
配下の反乱により伊賀同心頭領の任を解かれ逐電、名誉挽回をもくろみ大阪の役に参加。その際、大阪城に忍び込み真田幸村とくノ一達の計略を聞きつけ、弟の半蔵正広に伝えた。
服部半蔵正広
長兄・半蔵正就、次兄・半蔵正重の後を継いで伊賀忍者を統率する五代目。瀕死の兄から聞いた驚愕の事実をとまどいつつも家康に打ち明ける。命令通りに動かず、勝手な行動をとる鍔隠れ谷五人衆に手を焼く。
坂崎出羽守（さかざき・でわのかみ）
千姫を炎上する大阪城から救い出した際に顔面に大火傷を負った。救い出した者に千姫を与えるという家康の約束を信じていたが醜い火傷の痕が原因で家康に疎んじられてしまう。そのため約束を反故にされるのではないかと疑い、配下を千姫の元に送り真意を確かめようとする。
徳川家康
自分に逆らう千姫に心を痛めており、真田くノ一を抹殺する際に千姫には決して悟られぬようにしろと鍔隠れ五人衆に厳命する。
阿福（おふく）
家康の嫡孫・竹千代の乳母。後の春日局。計略によってお眉を江戸城におびき出し追い詰めるが、「忍法やどかり」によって逆に秀頼の胎児を子宮に植え付けられてしまう。
徳川頼宣（よりのぶ）
家康の十男。若年ながら覇気のある真っ直ぐな気性の持ち主。年上の姪である千姫に淡い憧れを抱いており、家康に立ち向かう千姫と真田くノ一たちを見かねて陰から救いの手をさしのべる。
落合閑心（おちあい・かんしん）
坂崎出羽守に仕える老臣。主人を思うあまり出羽守に無断で千姫強奪のため家来を引き連れ千姫の屋敷に向かう。
成瀬十郎左衛門、戸田伴内、大友彦九郎
坂崎出羽守の配下。出羽守の命を受け千姫の屋敷に向かったが、行方不明となる。
莚田中兵衛（むしろだ・ちゅうべえ）
坂崎出羽守の配下。千姫の屋敷に向かったきり消息を絶った成瀬十郎左衛門らに続き、二度目の使者として千姫の屋敷を訪問する。
黒沢主膳、関主殿助（せき・とものすけ）
莚田中兵衛と共に千姫の屋敷を訪問する。
初音
成瀬十郎左衛門の妹であり、莚田中兵衛の許婚。武芸に長じている。行方不明の兄の身を案じ、男装して若衆姿で中兵衛一行に加わる。
胡蝶
家康の侍女の1人。貞操堅固な処女。薄墨友康の「忍法くノ一化粧」によって精気を吸い取られ半病人となってしまう。
桔梗
阿福に仕える御使番の娘。処女と思われていたが実は妊娠していることを般若寺風伯に見破られ、「忍法日影月影」にかかって切腹する。

## 目録
1.  忍法  「くノ一化粧」
2.  忍法  「天女貝」
3.  忍法  「やどかり」
4.  忍法  「筒涸らし」
5.  忍法  「百夜ぐるま」
6.  忍法  「鞘おとこ」
7.  忍法  「人鳥黐」
8.  忍法  「羅生門」
9.  忍法  「夢幻泡影」

## 登場する忍法・術
蛇まといの秘法、吸壷の術
確実に秀頼の子供を孕むため、秀頼と性交する際にくノ一達が使用した術。詳細は不明。
忍法月の輪
自分の経血をつけて目印にする。この忍法によってつけられた血はいくら洗っても決して取れず、血を流し続ける。映画版・オリジナルビデオ版では額につけられる血の三日月マークに変更された。
忍法筒涸らし
性交中にこの忍法をかけられると相手は死ぬまで射精し続け、さらには血液をも吹き出して身体中の水分が抜き取られる。その後、干からびた相手に簡単な命令を吹き込み傀儡として使う事も可能。
忍法天女貝
女陰で男根をくわえ込み、すさまじい力で締め上げる。膣痙攣の応用と思われる。かけている本人が死んでも決して緩むことはなく、逃れるには男根を切り落とす以外にない。
忍法夢幻泡影（むげんほうよう）
女陰から次々と出すシャボン玉のような泡で相手を取り込み、精神を幼児退行させる。退行させられた人間は元に戻るまで10日ほどかかる。
忍法幻菩薩
普賢菩薩(ふげんぼさつ)の像を置き、男に幻を見せる。男は幻の女の裸身に惑わされて発狂する。しかしその性質上、女には効果がない。ただし、人格が男であれば有効で忍法日影月影で男の人格を植え付けられお福には効果があった。
忍法やどかり
女同士で女陰を密着させ、子宮から子宮へと胎児を移動させる。
忍法羅生門
子宮内の胎児に相手の男根を掴ませ離れなくする。
忍法くノ一化粧
催淫薬を塗った吹針で女を発情させ、女陰から精を吸い取ることでその女そっくりに変身する。Vシネマ版では相手の乳首から精を吸い取る形に変更された。
忍法穴ひらき
一度交わると女はさかりのついた牝犬のように発情し、相手を恋焦がれるようになる。しかし二度目に交わるとショックで死ぬ。ネーミングは「アナフィラキシー」のもじり。
忍法恋しぐれ
女に精液を振りかけ、それが肌に染み入ると「忍法穴ひらき」と同じ催淫効果を発揮し、精液を浴びた場所に戻ってこずにはいられなくなる。映画版では「忍法雪の舞」と呼ばれる。
忍法日影月影
口づけした相手に自分の分身を吹き入れて、自分と同じ人格を持った傀儡として意のままに操る。
忍法人鳥黐（ひととりもち）
強力な粘着力のある精液を出して、接着剤や鳥もちのようにして使う。その粘着力で相手の攻撃をくっつけて捕らえるなどが可能。
忍法肉鞘
特殊な精液で全身をコーティングすることで皮膚の上にもう1枚皮を作り、身を守る。これによって天女貝から逃れる事も可能。映画版では「忍法羽衣」と呼ばれる。
忍法百夜ぐるま（ももよぐるま）
本人から離れて自由に動き回る「心の影」を操り、相手の影を攻撃する事でダメージを与える。応用として、相手の影を切り離し操ることで本体も意のままに操れる。Vシネマ版では影自体が直接相手を攻撃し、お由比の腹部に激しい打撃を加えて流産させようとした。
内縛陣（ないばくじん）
樹木、石、土塀などの物陰に忍者を潜ませて内部への侵入者を防ぐ陣形。先代服部石見守が考案した。
外縛陣（げばくじん）
内縛陣に対して相手を円陣で包み込み外部への逃走を妨げる陣形。
地獄耳
般若寺風伯が阿福に仕える侍女達の心音を聞き分ける際に使用した。原作にも登場するが特に名称はなく、Vシネマ版で名前がつけられた。
菩薩返し
オリジナルビデオ版のオリジナル忍法。菩薩像を掲げて呪文を唱えることで相手の技をはね返す。お由比が使用した。
水衣（みずごろも）
オリジナルビデオ版のオリジナル忍法。手から溶解液のようなものを噴射する。服部半蔵配下の伊賀忍者が使用、お瑤の着物を溶かして半裸にした。

## 書籍情報
1961年に講談社で初単行本化。以来、角川書店、富士見書房を含む3社から再版されており、現在までに以下の種類がある。
- 講談社（ハードカバー）（1961年7月10日初版発行）
- 講談社 「山田風太郎忍法全集4」（1963年12月15日初版発行）
- 講談社 ロマンブックス（1967年5月24日初版発行）
- 講談社 「山田風太郎全集5」（1971年3月）
- 角川書店 角川文庫（1973年11月30日初版発行）
- 富士見書房 富士見時代小説文庫 244 （1993年9月10日初版発行） ISBN 4829112441
- 講談社 KODANSHA NOVELS SPECIAL 「山田風太郎傑作忍法帖12」（1994年8月15日初版発行) ISBN 4061817477
- 講談社 講談社文庫 「山田風太郎忍法帖（5）」（1999年3月15日初版発行） ISBN 4062645599
- 角川書店 角川文庫（2003年2月25日初版発行） ISBN 4041356504
- 角川書店 角川文庫 「山田風太郎ベストコレクション」（2012年9月25日初版発行） ISBN 4041004659

## オーディオブック版

### オーディオブック版「くノ一忍法帖」
澤田雅代の朗読を収録したCD。全10枚。
作品データ
- 発売 ： 2009年11月23日
- メーカー ： ことのは出版
- 朗読 ： 澤田雅代

## 映画
1960年代に東映で映画化され、シリーズとして合計3本の映画版が作られた。

### くノ一忍法
『くノ一忍法』。東映「くノ一」シリーズ第1作。原作は『くノ一忍法帖』。1964年10月3日公開。芳村真理主演、中島貞夫監督。

### くノ一化粧
『くノ一化粧』。東映「くノ一」シリーズ第2作。原作は『外道忍法帖』。1964年12月12日公開。露口茂主演、中島貞夫監督。

### 忍法忠臣蔵
『忍法忠臣蔵』。東映「くノ一」シリーズ第3作。原作は『忍法忠臣蔵』。1965年2月25日公開。丹波哲郎主演、長谷川安人監督。

## オリジナルビデオ
1990年代にキングレコードのオリジナルビデオシリーズ「シネマリオン」「SUPER時代劇」として7本が制作され、うち3本は劇場公開された。1作目が大ヒットしたため2作目以降も「くノ一忍法帖」のタイトルを使い、別の山田風太郎作品を映像化している。2011年には13年ぶりの新作『影ノ月』が制作された。

### くノ一忍法帖
「くノ一忍法帖」シリーズ第1作。原作は『くノ一忍法帖』。映画版と同じくキャラクター・ストーリーを簡略化、原作にはないミニスカート・網タイツスタイルのきらびやかなくノ一衣装を導入してお色気路線を強調している。徳川家康役の遠藤太津朗は以後5作目まで脇役として連続出演した。
スタッフ・作品データ
- 発売 ： 1991年10月21日
- 本編 ： 78分
- 製作 ： 角川勇二
- プロデューサー ： 明石渉　下飯坂一政
- 監督 ： 津島勝
- 脚本 ： 石川孝人
- 撮影 ： 藤原三郎
- 音楽 ： 高橋洋一
- 制作： 東北新社ギャラクシーワン
- 制作協力： 京都映画

キャスト
- 千姫 ： 白島靖代
- お由比 ： 葉山レイコ
- お搖 ： 丘咲ひとみ
- お喬 ： 水野美紀
- お奈美 ： 小松美幸
- 服部半蔵 ： 我王銀次
- 鼓隼人 ： 伊藤敏八
- 般若寺風伯 ： 丹古母鬼馬二
- 七斗捨兵衛 ： 登のぼる
- 薄墨友康 ： 石倉英彦
- 徳川家康 ： 遠藤太津朗

### くノ一忍法帖II 聖少女の秘宝
「くノ一忍法帖」シリーズ第2作。原作は『外道忍法帖』。1作目に引き続き葉山レイコと水野美紀が出演している。
スタッフ・作品データ
- 発売 ： 1992年8月21日
- 本編 ： 80分
- 製作 ： 角川勇二
- 企画・プロデューサー ： 明石渉
- 監督 ： 津島勝
- 脚本 ： 石川孝人
- 撮影 ： 渡辺伸二　江原祥二
- 照明 ： 中山利夫
- 音楽 ： 高橋洋一
- 制作： 東北新社
- 制作協力： 京都映画

キャスト
- 伽羅 ： 墨田ユキ
- 天草扇千代 ： 山口健次
- 志乃 ： 板谷祐三子
- お笛 ： 水野美紀
- 夕心尼 ： 荒井美恵子
- お貝 ： 矢野和美
- お京 ： 葉山レイコ
- 松平伊豆守 ： 遠藤太津朗

### くノ一忍法帖III 秘儀伝説の怪
「くノ一忍法帖」シリーズ第3作。原作は『秘戯書争奪』。1作目に出演していた小松美幸が再出演している。
スタッフ・作品データ
- 発売 ： 1993年5月21日
- 本編 ： 89分
- 製作 ： 池口頌夫
- 企画・プロデューサー ： 明石渉
- 監督 ： 津島勝
- 脚本 ： 中島博通
- 撮影 ： 秋田秀継
- 照明 ： 中山利夫
- 制作： 東北新社
- 制作協力： 京都映画
- 製作著作： キングレコード

キャスト
- 雪羽 ： 若林志穂
- 陽馬 ： 井田州彦
- お藍 ： 小松美幸
- お篠 ： 長谷まりの
- お琴 ： 岡本美香
- お茅 ： 大橋由季
- 半井出雲守 ： 遠藤太津朗
- 木ノ目軍記 ： 伊藤敏八

### くノ一忍法帖IV 忠臣蔵秘抄
「くノ一忍法帖」シリーズ第4作。原作は『忍法忠臣蔵』。映画版『忍法忠臣蔵』（1965年）、フジテレビ時代劇スペシャル版『くノ一忠臣蔵』（1983年）に続く3度目の映像化。前2作とは異なり主人公・無明綱太郎が登場せず、くノ一・お梁が主人公となっている。
スタッフ・作品データ
- 発売 ： 1994年3月24日
- 本編 ： 80分
- 製作 ： 池口頌夫
- プロデューサー ： 新井義巳　林哲次
- 監督 ： 津島勝
- 脚本 ： 中島博通
- 撮影 ： 藤原三郎
- 照明 ： 林利夫
- 制作： 東北新社
- 制作協力： 京都映画
- 製作著作： キングレコード
- テーマ曲： 「天空の女神」　作詞・作曲・歌：竹内尚

キャスト
- お梁 ： 上野正希子
- お夕 ： 咲田めぐみ
- お松 ： 依田小夜子
- お杉 ： 矢島和香
- お桐 ： 進藤七枝
- 能登組忍者頭 月ノ輪求馬 ： 若松俊秀
- 能登組忍び 瓜連兵三郎 : 関根大学
- 大石内蔵助 ： 大出俊
- 堀部安兵衛 ： 佐藤仁哉
- 千坂兵部 ： 遠藤太津朗

### くノ一忍法帖V 自来也秘抄
「くノ一忍法帖」シリーズ第5作。原作は『自来也忍法帖』。劇場版として公開された。
スタッフ・作品データ
- 公開 ： 1995年5月6日
- 本編 ： 93分
- 製作 ： キングレコード　テレビ東京　東北新社
- プロデューサー ： 新井義巳　林哲次
- 監督 ： 津島勝
- 脚本 ： 中本博通
- 撮影 ： 江原祥二
- 照明 ： 中山利夫
- 音楽 ： ジョージ・佐山　鈴木英明
- 宣伝プロデューサー ： 田中勇
- スチール ： 梶谷博文
- 制作： 東北新社
- 制作協力： 松竹　松竹京都映画
- テーマ曲： 「微笑み」歌：松木美音　作詞・作曲：ジョージ・佐山

キャスト
- 鞠姫 ： 中嶋美智代
- お丈 ：鈴木美穂
- お戒 ：成瀬千里
- お塔 ：加藤陵子
- お貞 ：市川文子
- 茜 ：伊吹今日子
- 徳川石五郎（自来也） ： 菊池孝典
- 甲賀蟇丸（自来也） ： 藤原喜明
- 服部蛇丸（竜庵宅） ： 伊藤敏八
- 綱手の方 ： 速水典子
- 阿波隼人 ： 夏山剛一
- 藤堂内匠 ： 石倉英彦
- 徳川家斉 ： 島田英雄
- 中野石翁 ： 遠藤太津朗

### くノ一忍法帖VI 忍者月影抄
「くノ一忍法帖」シリーズ第6作。劇場版第2弾。原作は『忍者月影抄』。東映で映画化された『月影忍法帖 二十一の眼』（1963年）に続く2度目の映像化。登場キャラクターを大幅に整理し、性別を入れ替えることで原作にはないくノ一を登場させている。
スタッフ・作品データ
- 公開 ： 1996年4月13日
- 本編 ： 80分
- 製作 ： キングレコード　東北新社
- プロデューサー ： 新井義巳　林哲次
- 監督 ： 津島勝
- 脚本 ： 中本博道
- 撮影 ： 藤原三郎
- 照明 ： 林利夫
- 宣伝プロデューサー ： 田中勇
- 制作： 東北新社
- 制作協力： 松竹　松竹京都映画

キャスト
- お唯 ： 大西結花
- 樺小太郎（水無瀬竜斎） ： 倉田てつを
- お連 ： 北原梨奈
- お類 ： 野本美穂
- お半  ： 成瀬千里
- マリア ： テレサ・リン
- お芳 ： 城麻美
- 春日野太夫 ： 白石ひとみ
- お秀 ： 小川美那子
- ナレーション ： 中研二

### くノ一忍法帖 柳生外伝
「くノ一忍法帖」シリーズ第7作。劇場版第3弾。原作は『柳生忍法帖』。監督・主演に小沢仁志、スーパーバイザーに漫画家の寺沢武一を迎え、無国籍性を強めており、6作目までの正統派時代劇路線とはまったく異なるアクション志向の作品。1作目で千姫を演じた白島靖代が同じ役柄で再出演している。ソフト化の際に未公開シーンを加え『柳生外伝 くノ一忍法帖 江戸花地獄篇』（74分）、『柳生外伝 くノ一忍法帖 会津雪地獄篇』（81分）の2本に分けてリリースされた。
スタッフ・作品データ
- 公開 ： 1998年7月11日
- 本編 ： 106分
- プロデューサー ： 新井義巳　林哲次
- 監督 ： 小沢仁志
- 脚本 ： 井上淳一　小沢仁志
- 撮影 ： 江原祥二
- 音楽 ： トルステン・ラッシュ
- 特殊メイク ： 原口智生
- スーパーバイザー ： 寺沢武一
- 製作 ： キングレコード　丸紅　東北新社
- 制作： 東北新社
- 制作協力： 松竹京都映画
- テーマ曲： 「モンスターマン」歌：寺田恵子　作詞：寺沢武一　作曲：六三四

キャスト
- 柳生十兵衛 ： 小沢仁志
- お千絵 ： 森山祐子
- 漆戸虹七郎 ： 田口トモロヲ
- 鷲ノ巣簾助：高山善廣
- 千姫 ： 白島靖代
- 沢庵 ： 片桐竜次
- 天秀尼 ：速水典子
- お沙和 ： 武田和季
- ？ ： 佐伯ももか
- お圭 ： NON
- お品 ： 鵜川薫
- お鳥 ： 大葉ふゆ
- ？ ： 菅原晶子
- 加藤明成 ： 水上竜士
- 天海僧正 ： 麿赤児

### くノ一忍法帖 影ノ月
山田風太郎の没後10年を記念して13年ぶりに制作された「くノ一忍法帖」シリーズ第8作。内容は6作目『忍者月影抄』のリメイク。東日本大震災復興のため収益金の一部を日本赤十字社を通して寄付したことや、出演女優の森下悠里や西野翔が着物の下にふんどしを締めていることが話題を呼んだ。宣伝面ではネット時代を反映してYouTubeでのプロモーション動画公開、Twitterや公式ブログでの情報発信などウェブ上の活動に力点が置かれていた。また「くノ一チケットキャンペーン」として、前売券2種を購入すると「特製エロティックエコバッグ」がもらえたり、「リピーターキャンペーン」として上映期間中に2回観ると予告編フィルムカットがもらえるというプレゼント企画があった。
スタッフ・作品データ
- 公開 ： 2011年6月4日
- 本編 ： 84分
- 製作 ： 重村博文　本田武市
- 企画 ： 田中勇　林哲次
- プロデューサー ： 木村尚司
- 監督 ： 菱沼康介
- 脚本 ： 中本博通　林哲次　菱沼康介
- 音楽 ： アイシッツ
- タイトル・題字 ： 高橋孝輔
- 配給・宣伝： TOブックス
- 制作プロダクション ： ティー・オーエンタテインメント
- 制作： キングレコード　ティー・オーエンタテインメント

キャスト
- 砂子剣 ： 阿部真里
- 一ノ目孤雁 ： 西野翔
- 真壁右京 ： 森下悠里
- 砂子志摩 ： 宮間梨佳
- お藤 ： 水谷ケイ
- 七溝呂兵衛 ： 仁科貴
- 大岡越前守 ： 黒田アーサー
- 弥生 ： 安井紀絵
- 櫓平四朗 ： 弓削智久
- 城ヶ沢陣内 ： 亜紗美
- 徳川吉宗 ： 若山騎一郎
- 徳川宗春 ： 海東健

## 関連アイテム
- シネマリオン写真館　くノ一忍法帖（1991年9月15日初版発行、近代映画社）
白島靖代、葉山レイコ、水野美紀など出演女優の撮り下ろしグラビアとフォトストーリーを収録した写真集。
- CD-ROM版「くノ一忍法帖」（1994年発売、キングレコード）
劇場版の内容紹介、忍法型録（カタログ）、対戦ゲームなどが収録されたマッキントッシュ用CD-ROM。
- 「くノ一忍法帖〜柳生外伝〜」オリジナル・サウンドトラック（1998年8月21日発売、キングレコード）
トルステン・ラッシュが担当したBGMと主題歌を収録したサウンドトラック盤。品番：KICS-691。